# Loca (nummer van Álvaro Soler)
Loca is een single van de Spaans-Duitse zanger Álvaro Soler, uitgebracht op 25 januari 2019. De single is een van de nieuwe tracks van de uitgebreide editie 2019 van Álvaro's tweede studioalbum Mar de Colores. Álvaro schreef het nummer in augustus en september 2018 in samenwerking met de twee Duitse producers en songwriters Alexander Zuckowski en Simon Triebel.

## Videoclip
De videoclip van Loca verscheen eveneens op 25 januari op YouTube en werd midden januari gefilmd in Tokio onder regie van Marvin Ströter. De Japanse hoofdstad werd gekozen als locatie voor de opnamen, omdat Álvaro Soler er een groot gedeelte van zijn jeugd had doorgebracht. De videoclip van Loca werd in slechts drie maanden tijd meer dan 12 miljoen keer bekeken op Álvaro's YouTubekanaal Alvaro Soler Vevo.

## Hitnoteringen
| Land                              | Hoogste positie | Certificatie |
| --------------------------------- | --------------- | ------------ |
| Polen (Polish Airplay Top 100)    | 12              |              |
| Nederland (Nederlandse Top 40)    | 16              | Goud         |
| België (Ultratop 50 Vlaanderen)   | 21              |              |
| Zwitserland (Schweizer Hitparade) | 95              |              |